# Burchard von Oldenburg-Wildeshausen
Burchard von Oldenburg-Wildeshausen (* vor 1199; † 6. Juli 1233 bei Hemmelskamp) war ein aus dem Haus Oldenburg stammender Graf. Von etwa 1199 an nahm er zusammen mit seinem Bruder Heinrich III. die Herrschaftsrechte der Grafschaft Wildeshausen wahr und wurde mit ihm zusammen nach 1227 auch noch mit der Grafschaft Bruchhausen belehnt. Außerdem nahm er an verschiedenen Kreuzzügen teil.

## Leben
Burchards Eltern waren Heinrich II. von Oldenburg und Beatrix Gräfin von Loccum-Hallermund. Seine Geschwister waren
- Heinrich III. († 1234), Graf von Oldenburg
- Wilbrand († 1233), Bischof in Paderborn und Utrecht
- Egilmar († 1217), Domherr in Münster und Propst in Friesland

Ab 1199 wurde Burchard  von seinem Bruder Heinrich III., der nach dem Tod des Vaters die Grafschaft Wildeshausen geerbt hatte, an der Herrschaft beteiligt. Bis zu seinem Tod führte er dadurch den Titel Graf in Alt-Bruchhausen, die Herrschaft wurde aber nicht offiziell geteilt.
1215/1216 nahm Burchard an einem Kreuzzug gegen die heidnischen Esten in Livland teil und war auch 1223 wieder dort tätig. Von Albert, Bischof von Riga, wurde er mit der Burg Kokenhusen an der Düna belehnt, wo sich Burchhard seit 1224 anscheinend an einem Herrschaftsausbau versuchte. 1226 oder 1227 kehrte er allerdings nach Wildeshausen zurück. Offenbar war er 1228 bzw. 1229 noch einmal für längere Zeit abwesend, da am 2. März 1229 Heinrich auch in Burchards Namen dem Erzbischof von Bremen Gerhard II. die Burg und Herrschaft Wildeshausen überließ, um sie als Lehen zurückzuempfangen. Möglicherweise sind sie entweder beide oder Heinrich allein damals oder schon 1227/28 von Gerhard II. außerdem noch mit der Grafschaft Bruchhausen belehnt worden. Vermutlich war das der entscheidende Beweggrund der Brüder für die Lehnsbeauftragung Wildeshausens.

1233 trat Burchard in die Dienste des Bremer Bischofs und zog Anfang Juli wiederum als Kreuzfahrer, aber auch im Interesse der Machtausweitung seines Hauses, an der Spitze eines Heeresverbandes von der Delmenhorster Geest aus gegen die als Ketzer geltenden Stedinger. Dies geschah in Abstimmung mit dem schon begonnenen Kreuzzug Gerhards nach Osterstade rechts der Weser. 
 Burchards Feldzug scheiterte allerdings am 6. Juli gegen den stedingischen Widerstand bei Hemmelskamp. Bei den Kämpfen dort wurde Burchard getötet.

## Erbe
Nach seinem Tod fiel Burchards Erbe zurück an seinen Bruder. Nach dessen Tod 1234 wird die Grafschaft Wildeshausen-Bruchhausen zwischen Heinrichs Söhnen endgültig aufgeteilt.

## Ehe und Kinder
Burchard heiratete Kunigunde von Schoten-Breda, Tochter des Grafen Heinrich II. von Breda. Burchards Bruder Heinrich war mit der Schwester Kunigundes, Ermtrud, verheiratet. Aus der Ehe Burchards entstammten die folgenden Kinder:
- Heinrich IV. (* vor 1233; † um 1271) ⚭ Elisabeth von Tecklenburg
- Wulbrand († nach dem 9. August 1230)
- Ludolph († nach dem 9. Juli 1279), Domherr in Utrecht.